# Nicennica niemiecka
Nicennica niemiecka (Filago germanica (L.) Huds.) – gatunek rośliny z rodziny astrowatych. Występuje niemal w całej Europie, w północno-zachodniej Afryce oraz w południowo-zachodniej Azji, a jako gatunek obcy rośnie też w Ameryce Północnej. W Polsce jest gatunkiem nieczęstym; rośnie w południowej części kraju i na nielicznych stanowiskach w północno-zachodniej i wschodniej części kraju.

## Morfologia

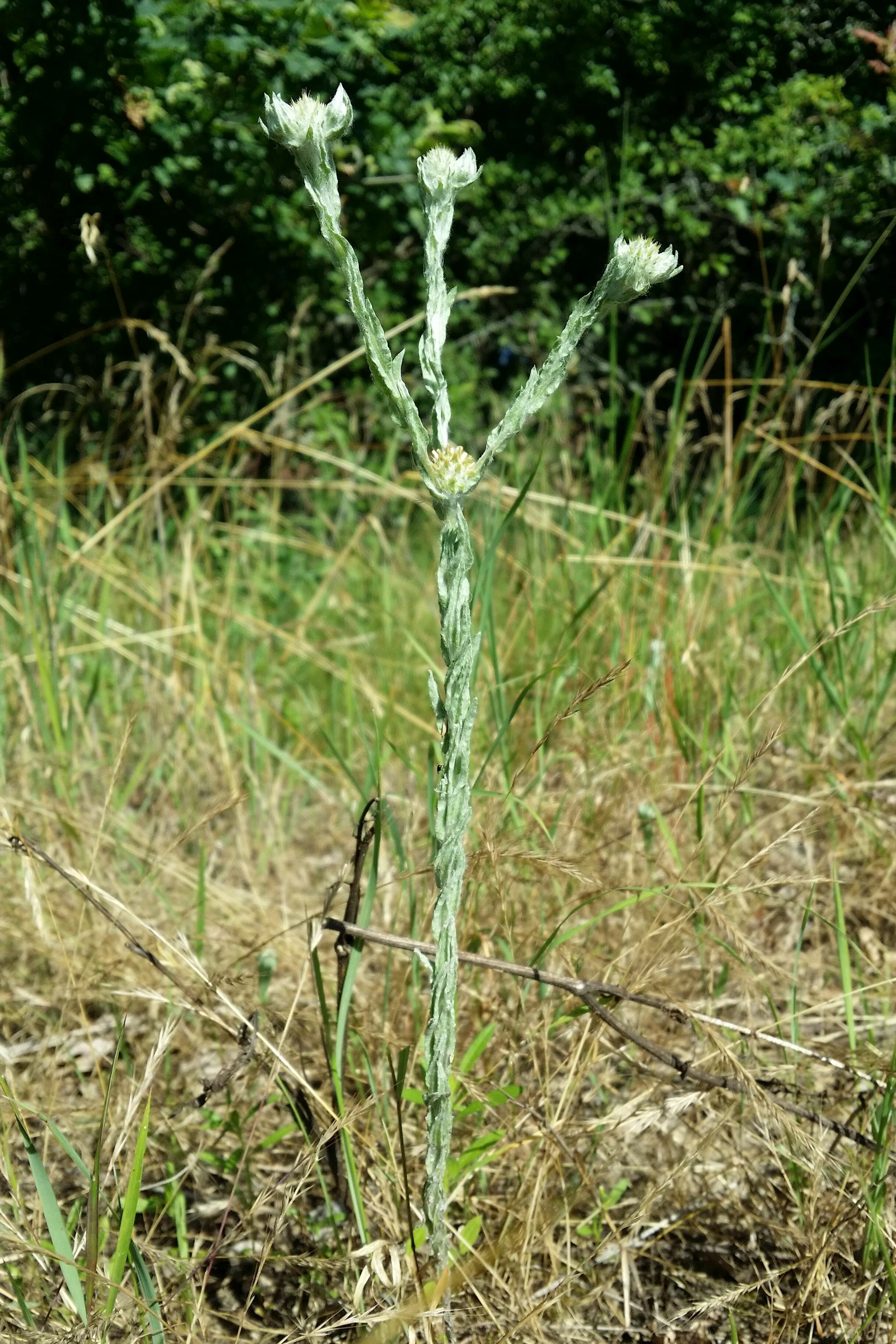
Pokrój

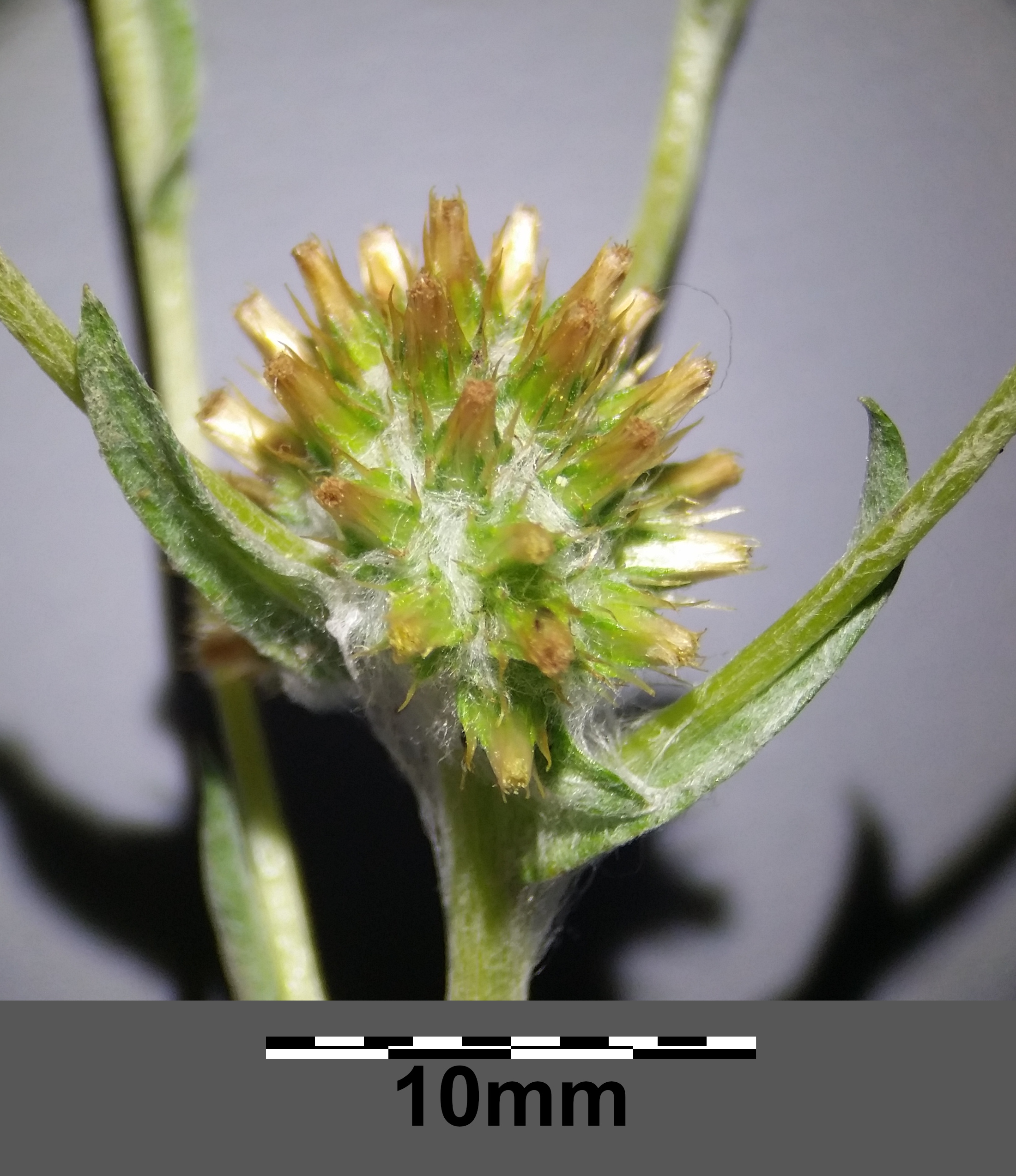
Koszyczki

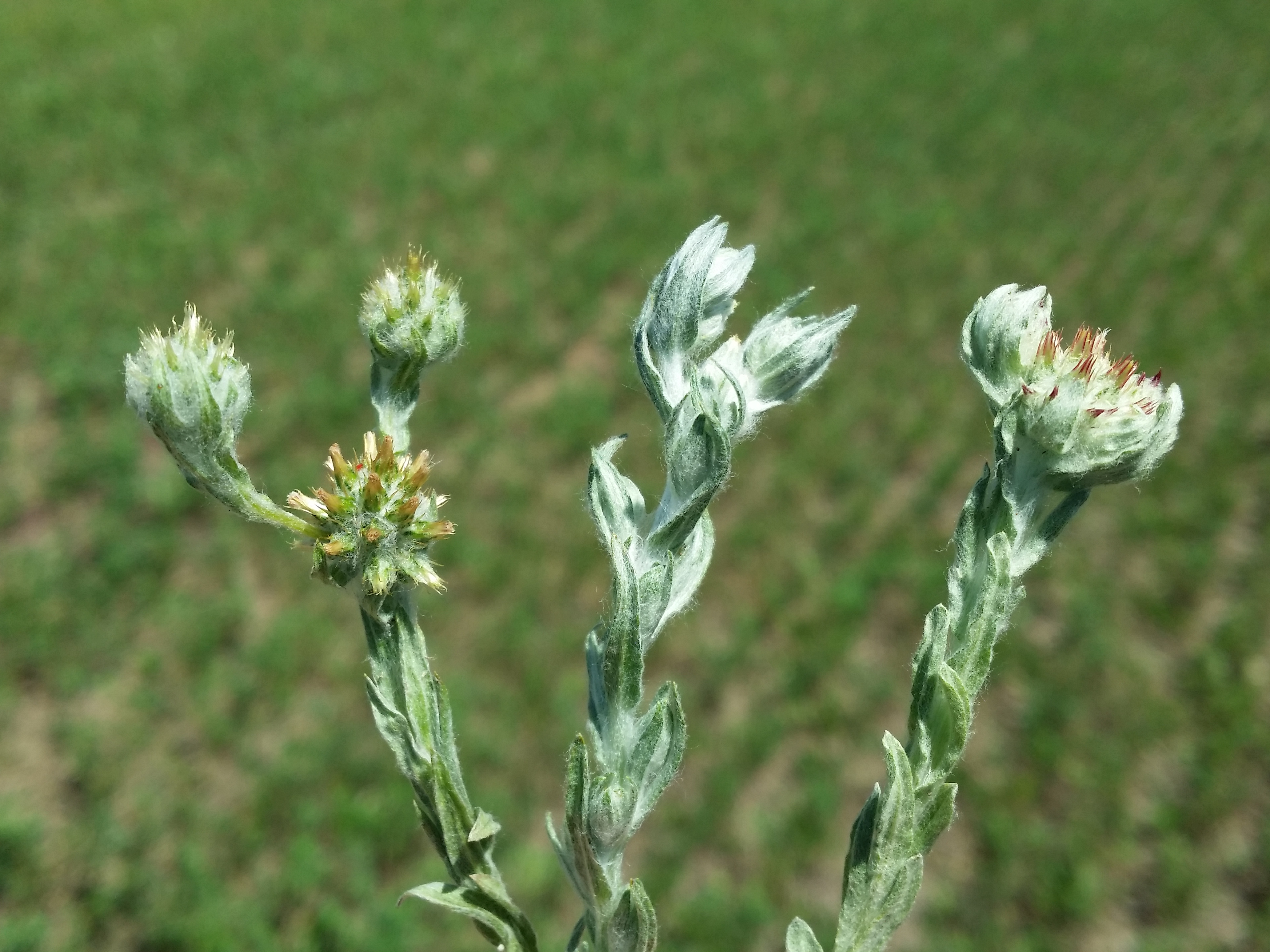
Od lewej: nicennica niemiecka, polna i żółtawa

PokrójRoślina biało filcowato owłosiona. O łodydze nierozgałęzionej lub rozgałęzionej widlasto w górnej części, o wysokości 10–30 cm.
LiścieNiezbyt liczne, siedzące i przylegające do łodygi. Blaszka wąsko lub podługowato lancetowata, w dolnej części najszersza, falista. Liście osiągają 1–2 cm długości i do 2,5 mm szerokości. Jeden lub dwa górne liście są wyższe od koszyczków.
KwiatyZebrane w koszyczki, te z kolei zebrane w gęste, główkowate pęczki po 15–40 koszyczków tworzące się na końcach pędów i w rozwidleniach rozgałęzień. Środkowe listki okrywy prawie nagie, z żółtawą ostką. Zewnętrzne listki okrywy zaostrzone, w czasie owocowania prosto wzniesione. Kwiaty osiągają 3 mm długości, brzeżne są nitkowate i żeńskie, środkowe są obupłciowe.
OwoceJajowate niełupki o długości 0,6 mm, krótko owłosione. Owoce powstające z kwiatów brzeżnych pozbawione są puchu kielichowego, te z kwiatów środkowych mają puch w postaci kruchych włosków o długości do 3 mm.
Gatunki podobnePodobne rośliny występujące w Europie Środkowej nie mają listków okrywy zakończonych ostką (szarota Gnaphalium, suchotki Logfia, szarota żółtobiała Pseudognaphalium luteoalbum, nicennica polna Filago arvensis), z wyjątkiem nicennicy żółtawej Filago lutescens, która różni się czerwonawą ostką na końcu listków okrywy (u n. niemieckiej jest ona żółtawa) oraz bardzo gęsto filcowato owłosionymi listkami okrywy (filc przesłania zielonkawe listki, widoczne u n. niemieckiej).

## Biologia i ekologia
Roślina jednoroczna. Kwitnie od lipca do października. Rośnie na piaszczystych polach i murawach. Liczba chromosomów 2n = 28. Gatunek charakterystyczny muraw napiaskowych ze związku Vicio lathyroidis-Potentillion argenteae.

## Mieszaniec
Gatunek tworzy mieszańca z nicennicą polną Filago arvensis – Filago × mixta Holuby.

## Zagrożenia i ochrona
Roślina umieszczona na polskiej czerwonej liście w kategorii DD (stopień zagrożenia nie może być określony).